# Unterschwarzach (Creußen)
Unterschwarzach (oberfränkisch: Unda-Schwarza)  ist ein Gemeindeteil der Stadt Creußen im Landkreis Bayreuth (Oberfranken, Bayern). Oberschwarzach liegt in der Gemarkung Neuhof.

## Lage
Durch das Dorf fließt der Almosbach, ein linker Zufluss des Leimbachs. Die Staatsstraße 2184 führt nach Seidwitz (1,5 km südwestlich) bzw. nach Windischenlaibach (4,3 km nordöstlich). Eine Gemeindeverbindungsstraße führt nach Losau zur Kreisstraße BT 19 (2,4 km südlich). Ein Anliegerweg führt nach Oberschwarzach (0,7 km südöstlich).

## Geschichte
Der Ort wurde in einer Urkunde, die zwischen 1398 und 1421 angefertigt wurde als „Swarczah“ erstmals erwähnt. Der dem Ortsnamen zugrundeliegende Gewässername bedeutet schwarzer Bach. In der Fraisch unterstand Oberschwarzach dem brandenburg-bayreuthischen Kasten- und Stadtvogteiamt Creußen. Von 1791/92 bis 1810 unterstand Unterschwarzach dem preußische Justiz- und Kammeramt Pegnitz.
Mit dem Gemeindeedikt (frühes 19. Jahrhundert) wurde Unterschwarzach dem Steuerdistrikt Birk und der Ruralgemeinde Neuhof zugewiesen. Im Rahmen der Gebietsreform in Bayern wurde Unterschwarzach am 1. Januar 1977 in die Stadt Creußen eingegliedert.